# Congresso Extraordinário da FIFA de 2016
O Congresso Extraordinário da FIFA de 2016 foi realizado no Hallenstadion, em Zurique, Suíça, em 26 de fevereiro de 2016. Esta sessão especial do Congresso da FIFA, chamada como resultado do Caso de corrupção na FIFA em 2015, incluía a passagem de uma grande proposta de reformas legais, bem como a eleição de Gianni Infantino para substituir Joseph Blatter como o Presidente da FIFA.
Em meio a um grande escândalo de corrupção na FIFA, compete Sepp Blatter foi reeleito para um quinto mandato como presidente da FIFA durante o 65º Congresso da FIFA em 29 de Maio de 2015, derrotando o príncipe Ali Bin Hussein da Jordânia. Em 2 de junho, Blatter anunciou sua intenção de renunciar, permanecendo no cargo até que um Congresso Extraordinário da FIFA convocada e elegeu um novo presidente.

## Pacote de reformas
Um pacote de reformas "marco" foi esmagadoramente aprovada durante a primeira parte da sessão 179 de 207 membros. Entre os inquilinos prometidos é a dissolução do Comitê Executivo, para ser substituído por um Conselho FIFA maior selecionados por confederações regionais, bem como limites de prazo impostos sobre escritórios executivos, tais como a presidência.

## Eleição presidencial

### Candidatos
O prazo para os candidatos a apresentar formalmente as suas candidaturas, com o apoio de pelo menos de cinco federações nacionais, foi de 26 2015 de outubro de 23:59 CET.
Sepp Blatter também foi um candidato provável, apesar de ele dizer que "eu não serei um candidato para a eleição de 2016." Blatter disse anteriormente que ele não  "renunciaria" antes do anúncio da data das eleições.
Em 28 de outubro de 2015, a FIFA anunciou os nomes dos sete candidatos para substituir Joseph Blatter como presidente.

#### Lista de candidatos elegíveis
Em 9 de Novembro de 2015, a Comissão Eleitoral Ad-hoc admitiu e declarou cinco candidatos elegíveis para concorrer à eleição para o cargo de presidente da FIFA:
- Príncipe Ali Al Hussein, FIFA Vice-Presidente; 2º lugar na eleição anterior; re-anunciou sua candidatura em 9 de setembro de 2015.[11]
- Salman Bin Ibrahim Al-Khalifa, Presidente da Confederação Asiática de Futebol; anunciou sua Candidatura em 15 de outubro de 2015.[12]
- Jérôme Champagne, ex-executivo da FIFA 1999-2010; anunciou sua candidatura em 23 de outubro de 2015.[13]
- Tokyo Sexwale, empresário Sul-Africano; anunciou sua candidatura em 25 de outubro de 2015.[14] Sexwale retirou a sua candidatura depois de dar seu discurso.
- / Gianni Infantino, UEFA Secretário geral; anunciou sua candidatura em 26 de outubro de 2015.[15]

#### Lista de candidatos excluídos
- Michel Platini, UEFA Presidente; anunciou sua oferta em 29 de julho de 2015;[16] suspenso pela FIFA em 8 de outubro de 2015;[17] excluídos da corrida presidencial em 21 de dezembro de 2015 devido à corrupção e aceitar suborno.[18]
- Musa Bility, Presidente da Associação de Futebol da Libéria; anunciou sua oferta em 26 de outubro de 2015;[19] excluídos da corrida presidencial em 12 de novembro de 2015 depois de ter falhado uma verificação de integridade.[20]
- David Nakhid, antigo capitão de Trinidad and Tobago ; anunciou sua candidatura em 16 de Outubro de 2015;[21] excluídos da corrida presidencial em 28 de outubro de 2015 para deixar de receber os necessários cinco declarações de apoio.[8]

#### Anteriormente interessado em Candidatar
- Joseph Blatter,[7] Presidente em exercício, suspenso pela FIFA durante uma investigação sobre as violações de ética em 8 de outubro de 2015.[17]
- Chung Mong-joon,[22] empresário e político sul-coreano, proibido de atividade de futebol durante seis anos em 8 de outubro de 2015.[17]
- Jérôme Valcke,[23] suspenso pela FIFA durante uma investigação sobre as violações de ética em 8 de outubro de 2015.[17]
- Sheikh Ahmad Al-Sabah, político do Kuwait e presidente da Conselho Olímpico da Ásia.[24]
- David Gill, executivo do futebol britânico (Manchester United e The Football Association).[25]
- Michael van Praag, administrador do futebol holandês.[26]
- Luís Figo, futebolista português aposentado.[27]
- Zico, treinador brasileiro e ex-jogador de futebol.[28]
- Diego Maradona, ex-capitão da seleção argentina.[29]
- David Ginola, ex-jogador francês.[30]
- Segun Odegbami, aposentado futebolista nigeriano.[31]
- Kirsan Ilyumzhinov, presidente da FIDE.[32]

### Resultados
| 2016 FIFA Congresso Extraordinário 26 de fevereiro de 2016 - Zurique, Suíça |            |            |
| Candidato                                                                   | Round 1    | Round 2    |
| / Gianni Infantino                                                          | 88         | 115        |
| Salman Bin Ibrahim Al-Khalifa                                               | 85         | 88         |
| Prince Ali Al Hussein                                                       | 27         | 4          |
| Jérôme Champagne                                                            | 7          | 0          |
| Tokyo Sexwale                                                               | retirou-se | retirou-se |

### Reações
A vitória inesperada de Infantino sobre Salman, nomeou um grande favorito no período que antecedeu a eleição, surpreendeu alguns observadores; um bloco em oposição ao Salman é especulado para ter desequilibrado a segunda votação rodada em favor de Infantino.
O dia antes do dia da eleição, Sepp Blatter deu uma entrevista à imprensa na qual ele disse que ele estava deixando o escritório "um homem feliz".